# 阿尔曼多·迪亚兹

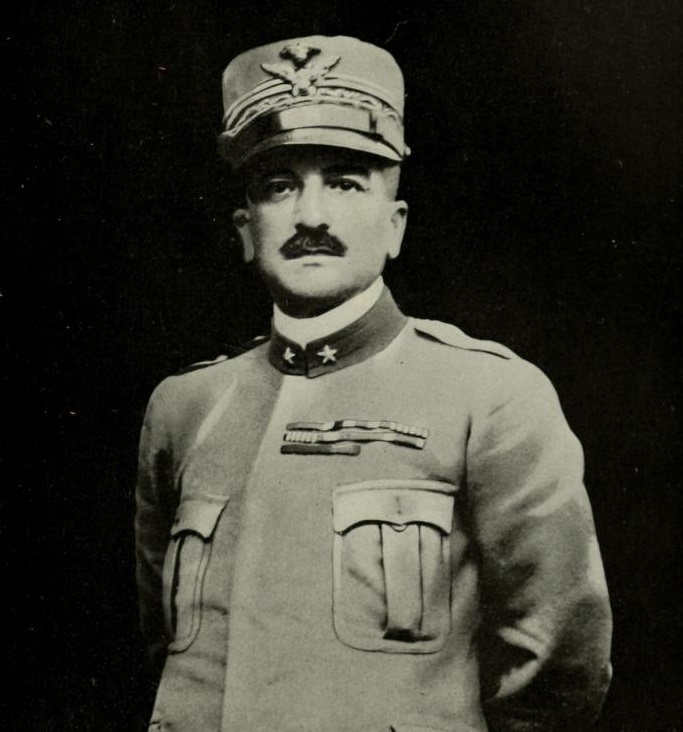
阿尔曼多·迪亚兹

阿尔曼多·迪亚兹（義大利語：Armando Diaz，1861年12月5日—1928年2月28日），意大利军人、政治家。最高军衔为陆军元帅。
出生在那不勒斯的一个西班牙裔家庭。年轻时进入都灵军事学院学习，1884年毕业后成为炮兵军官。曾参加过意土战争。1914年，升陆军少将、成为司令官，在陆军总参谋长路易吉·卡多尔纳的指挥下参加伊松佐河战役。1916年升中将。1917年，卡多尔纳在卡波雷托战役中战败以后，迪亚兹被任命为总参谋长。
迪亚兹在第一次世界大战中战功赫赫，在意大利国中被视为英雄，意大利国王授予他“胜利公爵”（Duca della Vittoria）的头衔。
1922年，法西斯主义者发动向罗马进军，迪亚兹公开表示支持。贝尼托·墨索里尼上台后，迪亚兹在其内阁中出任军务部长。1924年辞职并退役，被意大利政府授予陆军元帅军衔。